# M.A. Littler
M.A. Littler (* 6. Juli 1979 in Frankfurt am Main als Marc Alexander Littler) ist ein deutsch-südafrikanischer Filmregisseur, Filmproduzent und Autor. Als Filmemacher steht M.A. Littler in der Tradition des Independent- und Autorenfilms. Er ist für seine kompromisslose Ästhetik und filmische Darstellung von Underground-Kunst, radikaler Politik und unangepassten Charakteren bekannt.

## Leben und Werk
Littler verbrachte weite Teile seiner Kindheit und Jugend in Deutschland, Südafrika und den USA. Er studierte Regie an der Vancouver Film School in Kanada. Nebenbei arbeitete er als Türsteher, Barkeeper, Taxifahrer, Übersetzer, Drehbuchautor, Journalist und Ambulanzfahrer. Bereits 1999 gründete Littler die heutige Slowboat Films GmbH und tritt seitdem als Produzent seiner Filme auf, in denen Eigenbrötler, Außenseiter und Querdenker gezeigt werden, die ihre Kunst und ihre Ideen jenseits der gängigen Denk- und Produktionsstrukturen realisieren können. Musikdokumentarfilme gehören zum Herzstück dieser Produktionsfirma.
Littler zieht in seinen Filmen ein weitgespanntes Themenfeld auf, er nimmt auf seinen spirituellen Reisen sowohl den Folk von Musikern wie Sean Wheeler und Zander Schloss als auch die Gesellschaftskritik von Denkern wie Noam Chomsky oder Mark Mirabello in den Blick.
2004 drehte Littler seinen ersten abendfüllenden Dokumentarfilm Voodoo Rhythm über das gleichnamige Schweizer Rock-’n’-Roll-Plattenlabel Voodoo Rhythm Records.
Mit dem Dokumentarfilm The Dead Brothers folgte 2005 das Porträt der Protagonisten um die Schweizer Begräbnisband The Dead Brothers und mit Zownir – Radical Man entstand 2006 das filmische Porträt über Miron Zownir, einer der meist zensierten Fotografen, Filmemacher und Kriminalautoren.
Sein erster Spielfilm 2007 The Road To Nod – mit Drehorten in Deutschland und Irland – ist ein auf biblischen Motiven basierendes Road Movie, vereint in Film-Noir-Ästhetik die inhaltlichen Offenbarungen des Alten Testaments mit dem subversiven Rock-’n’-Roll-Spirit des Undergrounds. Nach einem Gefängnisaufenthalt muss der Gangster Parrish feststellen, dass sich das Business vollkommen geändert hat und dass es für ihn keinen Platz mehr gibt.
In The Folk Singer – A Tale Of Men, Music & Amerika, einem 2008 in den USA entstandenen Film mit dem Blues- und Folkmusiker Konrad Wert alias Possese by Paul James, werden künstlerischer Anspruch und Armut sowie der Gegensatz von Kunst und Kommerz thematisiert. Hier setzt Littler bewusst auf die Vermischung der Stilelemente von Fact und Fiction.
Für das dokumentarische Roadmovie The Kingdom Of Survival von 2011 behandelt Littler die Theorien radikaler Denker wie Noam Chomsky, Mark Mirabello, Ramsey Kanaan, Joe Bageant oder Mark Oehler. Trotz des kleinen Produktion-Budgets in Höhe von 10.000 Dollar war Littlers Dokumentarfilm auf zahlreichen internationalen Filmfestivals zu sehen (u. a. IDFA Amsterdam, Montreal World Film Festival, Raindance London.)
2012 verwirklichte Littler seinen experimentellen Naturfilm Lost Coast. In Schwarz-Weiß-Aufnahmen und ohne ein einziges gesprochenes Wort meditiert der Film über das verlorene Verhältnis des modernen rationalen Menschen zur Natur.
2013 widmete das Goethe-Institut in Porto Allegre Littler eine Werkschau. Gleichzeitig unterrichtete er einen zweiwöchigen Film-Workshop mit brasilianischen Filmstudenten.
Mit seiner Dokumentation Hard Soil – The Muddy Roots Of American Music betrachtete Littler 2014 die modernen Ausformungen der amerikanischen Folk- und Rootsmusik und zeichnet in poetischen Bildern das Porträt einer Generation unangepasster Musiker.
2014 widmeten Littler sowohl das Berliner Hackesche Höfe Filmtheater und Eiszeit Kino als auch das Deutsche Filmmuseum in Frankfurt am Main eine mehrtägige Werkschau seiner Filme.
2016 erschien Littlers Film ARMENIA, der seine Weltpremiere im November 2016 im Deutschen Filmmuseum feierte.
Seit 2017 ist Littler Herausgeber des transatlantischen Literatur- und Kunstmagazins SARGASSO.
Für den Schweizer Musiker Faber inszenierte Littler 2019 die Videoclips zu Generation YouPorn, Sag mir, wie du heisst (Pt. 2) und Vivaldi.

## Stil
Stilistisch sind seine meisten Filme nicht eindeutig einem Genre zuzuordnen, da durch die Verwendung vieler Elemente aus Spiel- und Dokumentarfilmen oft die klare Trennung des Faktischen und des Fiktionalen verwischt wird. Seine Bildsprache ist von langen Einstellungen und langsamen Tempo geprägt.

## Filmografie
- 1999: Erehwon (Kurzfilm),  Buch/Regie/Produzent
- 2001: Wild Turkey  (Kurzfilm),  Buch/Regie/Produzent
- 2002: East Main & 4TH (Kurzfilm),  Buch/Regie/Produzent
- 2003: St. Hank (Kurzfilm),  Buch/Regie/Produzent
- 2004: Voodoo Rhythm,  Buch/Regie/Produzent
- 2005: Dead Brothers – Death is not the End,  Buch/Regie/Produzent
- 2006: Zownir – Radical Man,  Buch/Regie/Produzent
- 2007: The Road To Nod,  Buch/Regie/Produzent
- 2008: The Folk Singer – A Tale of Men, Music & America,  Buch/Regie/Produzent
- 2011: The Kingdom of Survival,  Buch/Regie/Produzent
- 2012: A Night in Zagreb,  Buch/Regie
- 2012: Lost Coast,  Buch/Regie/Produzent
- 2014: Hard Soil – The Muddy Roots of American Music, Buch/Regie/Produzent
- 2016: Armenia, Buch/Regie/Produzent
- 2019: Franz Wright - Last Words, Buch/Regie/Produzent